# Aus dem Lebensbuch des Schulmeisterleins Michel Haas
Aus dem Lebensbuch des Schulmeisterleins Michel Haas ist eine Novelle von Wilhelm Raabe, die im Sommer 1859 entstand und 1860 in Westermanns Monatsheften erschien. 1862 lag der Text in der Sammlung „Verworrenes Leben“ bei Carl Flemming in Glogau vor. Nachauflagen hat Raabe 1896, 1901 und 1905 erlebt.
Der Hauslehrer Michel Haas erzählt aus seinem bewegten Leben, in dem er nirgendwo Fuß fassen kann.

## Inhalt
Der Ich-Erzähler Michel Haas ist ein alter Mann. Sowohl die lieben Eltern als auch die Geschwister sind – bis auf einen verschollenen Bruder – gestorben.
Michel wurde am 6. Juni 1697 als 13. Kind in Wetterburg in der brandenburgischen Grafschaft Waldeck geboren. 1702 zieht die Familie nach Rhoden um. Als 14-Jähriger besucht der Junge zunächst die Schule in Lippstadt an der Lippe und darauf das Gymnasium in Detmold. Rektor Hilger bringt Michel auf einem adeligen Gut in Herberhausen als Hauslehrer für zwei Kinder unter. Als Michel zu einer der erwachsenen Töchter des Hauses in Liebe entbrennt, kommt es zu einer tätlichen Auseinandersetzung mit dem tyrannischen Hausherrn. Der Lehrer muss gehen. Auf neuerliche Vermittlung seines Rektors kommt Michel beim Bäcker Knöbge in Lemgo unter. Der Lehrer flüchtet vor der Tochter des Hauses. Das ist die Mutter eines achtjährigen unehelichen Kindes. Michel singt nun zum Jahreswechsel bei vornehmen Leuten für Geld und Verpflegung. In Hündersen unterrichtet er darauf die drei Söhne eines Amtmeyers, geht aber seiner Wege, als ihn Anna Maria, die älteste Tochter des Hauses, verschmäht.
Nach langer Krankheit wird Michel zu Hause von den Eltern aufgepäppelt, ist dann auf Gut Sülbeck als Lehrer tätig und unterrichtet darauf die Söhne des lutherischen Herrn von Bock im Hildesheimischen nahe bei Gronau. Der tolle Bock, „ein unsinniger Mensch“, der die Ehefrau schlecht behandelt, lässt seinen Lehrer „viehisch traktieren“. Zwölf Jahre lebt Michel mit Frau von Bock auf einem anderen Gut seines Herrn und wird darauf Hofverwalter des Grafen von Waldeck. Nach zweieinhalbjährigem Dienst geht er zu seiner verheirateten kinderreichen Schwester nach Mengeringhausen. Als Michel dort sein Geld ausgegeben hat, unterrichtet er auf einem adeligen Gut am Solling zwei Junker und drei junge Fräulein. Dann ist Michel bei Dr. Jaster in Lauenstein als Lehrer tätig, wird Verwalter bei einem Adeligen im Eichsfeld und gelangt über eine Lehrerstelle im Paderbornschen nach Oerlinghausen. Dort packt ihn seine alte Krankheit, die „grausame Melancholey“. Die vergisst er, als ihn einer seiner alten Mitschüler aus Detmold auf einen Hof nach Stapelage führt, in den er eingeheiratet hat. Dort kommt es zu einer Wiederbegegnung mit Anna Maria aus Hündersen. Die Hausherrin und Anna Maria keifen. Michel merkt, der Mitschüler will einen seiner beiden Hausdrachen loswerden und ergreift die Flucht vor seinem früheren Schatz. Es geht zu Leutnant Schmidt auf ein Gut in der Senne. Als Michel genug von der Wildnis hat, begibt er sich wieder unter Menschen – wird Lehrer in Markoldendorf, Eschershausen und kommt schließlich beim Hüttenmeister Schottelius auf Gut Esbeck bei Freden an der Leine unter.

## Zitat
„Man wird doch nicht eher klug, als bis man alt wird.“

## Interpretation
Die erzählten Begebenheiten seien nicht erfunden. Wenn auch der Schulmeister Michel Haas seine Abenteuer als die eigenen Jugendsünden hinstellt, so ist doch Raabes Gesellschaftskritik unübersehbar: Die zumeist adeligen Brotherren nehmen die Dienste des Hauslehrers in Anspruch und jagen ihn sodann bei erstbester Gelegenheit zum Teufel.

## Ausgaben

### Erstausgabe
- Verworrenes Leben. Novellen und Skizzen von Wilhelm Raabe. 263 Seiten. Carl Flemming, Glogau 1862 (Die alte Universität. Der Junker von Denow. Aus dem Lebensbuch des Schulmeisterleins Michel Haas. Wer kann es wenden? Ein Geheimnis)[5]

### Verwendete Ausgabe
- Aus dem Lebensbuch des Schulmeisterleins Michel Haas. Nach einem alten Manuskript. S. 435–473. Mit einem Anhang, verfasst von Karl Hoppe und Eberhard Rohse, S. 614–625 in Karl Hoppe (Bearb.), Hans Oppermann (Bearb.): Die Kinder von Finkenrode. Der Weg zum Lachen. Der Student von Wittenberg. Weihnachtsgeister. Lorenz Scheibenhart. Einer aus der Menge. Die alte Universität. Der Junker von Denow. Aus dem Lebensbuch des Schulmeisterleins Michel Haas. Wer kann es wenden? Vandenhoeck & Ruprecht, Göttingen 1992. Bd. 2 (2. Aufl., besorgt von Eberhard Rohse), ISBN 3-525-20164-8 in Karl Hoppe (Hrsg.), Jost Schillemeit (Hrsg.), Hans Oppermann (Hrsg.), Kurt Schreinert (Hrsg.): Wilhelm Raabe. Sämtliche Werke. Braunschweiger Ausgabe. 24 Bde.